# Eustache du Caurroy

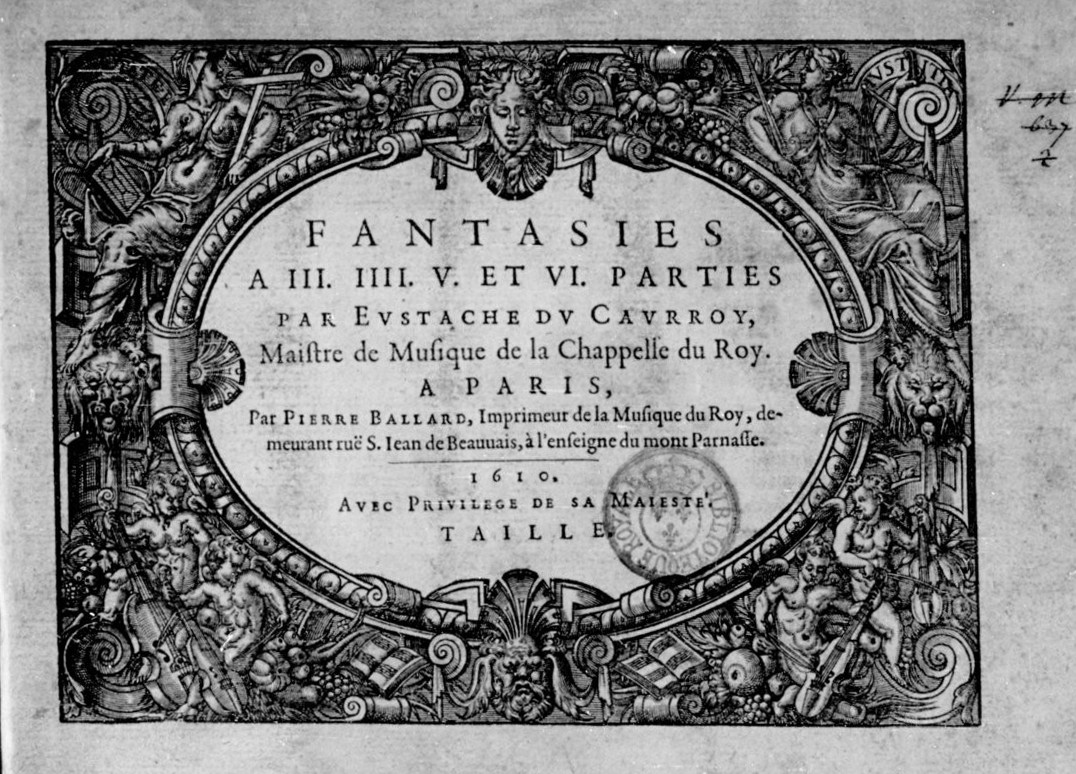
Composición de Carroy

François-Eustache Du Caurroy, nacido en Gerberoy (Oise), bautizado en Beauvais el 4 de febrero de 1549 y muerto en París el 7 de agosto de 1609, es un compositor francés.

## Biografía
Nacido cerca de Beauvais, Del Caurroy profundiza sus estudios musicales cerca de Claude El Joven. Primero como chantre (maestro cantor) en la Capilla real de Enrique III, empezó a componer y logró por tres veces premio en el concurso de Puy de Évreux, concurso de composición creado por Guillaume Costeley : en 1575, obtuvo la Corneta de plata para una canción polifónica a cuatro voces, y en 1576, recibió el Órgano de plata por su motete a cinco voces Tribularer si nescirem (perdido). En 1583, el Laud de plata lo recompensó por Bellos ojos, una canción a cinco voces (perdida).
En los años 1580, ejerció en la capilla privada de Catalina de Médicis. De maestro de la Capilla real (es decir responsable de la música de esta Capilla), llegó a ser compositor de Cámara del rey en 1595. Entre 1596 y 1606, obtuvo varios beneficios eclesiásticos: una canonjía en la Santa-Capilla de Dijon, los prioratos de Saitn-Cyr-in-Burg, Passy y Sait-Ayoul de Provins así como otra prebenda canonical en la catedral de la Santa Cruz de Orleans.
Último maestro de la polifonía al finalizar el Renacimiento, Del Caurroy fue comparado con Roland de Lassus, músico franco-flamenco de renombre europeo. Sirvió a tres reyes de Francia y acumuló honores. Sus obras vocales e instrumentales gozaron de gran consideración. Al final de su vida, se da cuenta de que como músico del rey, no había prácticamente  tenido necesidad de publicar su música, Du Caurroy confió al impresor parisiense Pierre I Ballard la edición de una parte de sus œuvres.
Su sobrino André Pitart firmó el prefacio de la publicación póstuma de las 42 Fantasías a III, IV, V y VI voces en el mismo impresor en 1610.

## Obras

### Obras sacras
- Preces ecclesiasticæ ad numeros musices redactæ (París : Pierre I Ballard, 2 volúmenes, 1609). 53 motetes (para 3 a 9 voces) y 4 salmos.
- Tres Te Deum y un Pie Jesu a 6 voces, publicados en 1636 en la Armonía universal de Marin Mersenne.
- Missa pro defunctis ( Misa de difuntos), a 5 voces (1606). Éd. París : Pierre I Ballard, 1636. Según Sébastien de Brossard, esta misa ha sido cantada durante los funerales reales durante casi dos siglos, lo que le ha valido el sobrenombre de Misa para los entierros de los reyes de Francia. Menos de un año después de la muerte del compositor, fue interpretada durante los funerales de Enrique IV (1610).

### Obras profanas
- Los Meslanges de la Música (París : Pierre I Ballard, 1610), 65 piezas de naturaleza diversa, de 4 a 6 voces, de los cuales 10 son salmos y 15 villancicos. Dul Caurroy retoma a veces el principio de la « música medida a la antigua » de Claude El Joven.
- Una cuarentena de canciones, de 4 y 5 voces, figuran en recopilaciones colectivas.

### Obras instrumentales
- 42 Fantasias a III, IV, V y VI voces (París : Pierre I Ballard, 1610). Estas Fantasías constituyen una brillante compilación de piezas instrumentales sobre temas variados, tomadas prestadas también bien de himnos litúrgicos y de los salmos hugonotes como de canciones populares de la época, escritas para tres a seis voces, sin instrumentación precisa. Las Fantasías (29-33) sobre «Una joven niñae » constituyen el primer ejemplo conocido de variaciones sobre un villancico.

### Obras teóricas
Se le atribuye a veces erróneamente el Traicté de música que contiene una teórica succincte para méthodiquement practicar la composición (París : Pierre I Ballard, 1602, 18 f.). El autor es de hecho Adrian Le Roy (1.ª edición : París, Adrian Le Roy y Robert Ballard, 1583).

## Discografía
- Du Caurroy, Requiem de los reyes de Francia, por el conjunto Dulce memoria dirigida por Denis Raisin-Dadre, Audivis, 1999.
- Hortus Voluptatis : Canciones para órgano del Renacimiento por Juliette Grellety-Bosviel a él la Órgano Mounier de Francheville (Eure). Francia : Ediciones Hortus, 2003. 1CD, Hortus 029. 5 Diapasón.
- Du Caurroy, Eustache, "Fantasías", HESPÈRION XX, Jordi Savall, ASTRÉE, 1982.
- Du Caurroy, Eustache, "Música en la capilla de Enrique IV", por el conjunto Los Chantres de Santo-Hilaire dirigido por François-Xavier Lacroux, Ediciones Triton, 2010, 2 CD.

## Para escuchar
- Youtube 23 Fantasias por Jordi Savall y Hesperion XX (Una joven niña y otras.)
- Grooveshark - Eustache du Caurroy, Requiem de los reyes de Francia.

## Partituras gratuitas
- IMSLP Partituras diversas; facsímil de las Fantasias.
- ChoralWiki : Missa pro Defunctis, Prima & Secunda pars
- Gallica Partituras variadas, entre las cuales las Fantasias y la Misa de las muertes en facsímil.

- Datos: Q1378713
- Multimedia: Eustache Du Caurroy / Q1378713